# VFA-143
143ème Escadron de chasseurs d'attaque
Le Strike Fighter Squadron ONE FOUR THREE (STRKFITRON 143 ou VFA-143), est un escadron de chasseurs d'attaque de l'US Navy stationné à la Naval Air Station Oceana, en Virginie, aux États-Unis. L'escadron a été créé en 1950 et est surnommé "Pukin Dogs" . 
Le VFA-143 est équipé du F/A-18E/F Super Hornet ; leur indicatif radio est Taproom et leur code de queue est AG. Depuis 2016 il est affecté au Carrier Air Wing Seven sur l'USS George H. W. Bush (CVN-77) sous le commandement du Strike Fighter Wing Atlantic (Naval Air Force Atlantic).

## Historique
Le 20 juillet 1950 est créé le U.S. Naval Air Reserve Squadron VF-871  renommé VF-123 le 4 février 1953 avec le nom de "The Blue Racers" et redésigné VF-53 avec le nom de "Black Knights" le 1er avril 1958. 
Celui-ci sera redésigné VF-143 sous le nom de "Pukin Dogs" le 20 juin 1962 et définitivement VFA-143 le 1er mars 2005.

### Années 1950

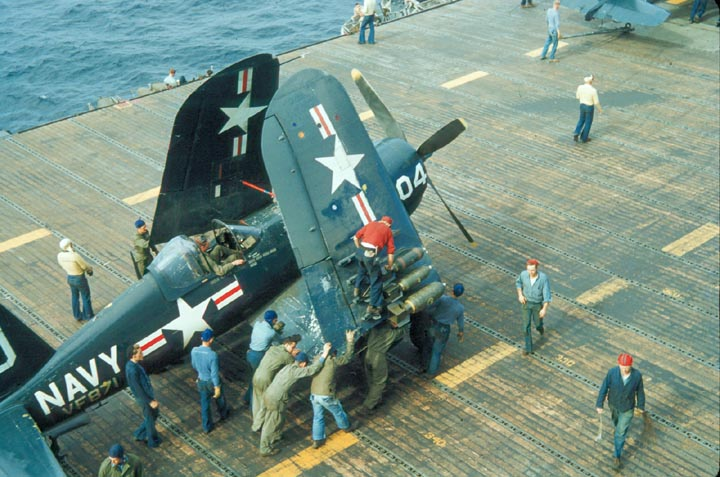
F4U-4 Corsair du VF-871 à bord du USS Essex en 1952

Le VF-871, un escadron de réserve de F4U-4 Corsair basé au NAS Alameda est appelé au service actif le 20 juillet 1950. L'escadron s'est déployé deux fois pendant la guerre de Corée, volant depuis les porte-avions USS Princeton (CV-37) (mai à août 1951) au sein du CVW-19 et USS Essex (CV-9) (juin 1952 à février 1953) au sein du CVW-5. 
Le 4 février 1953, l'escadron a été renommé VF-123 et est passé au F9F-2 Panther. En avril 1958, l'escadron est passé au F3H Demon et a été renommé VF-53.

### Années 1960 et 1970

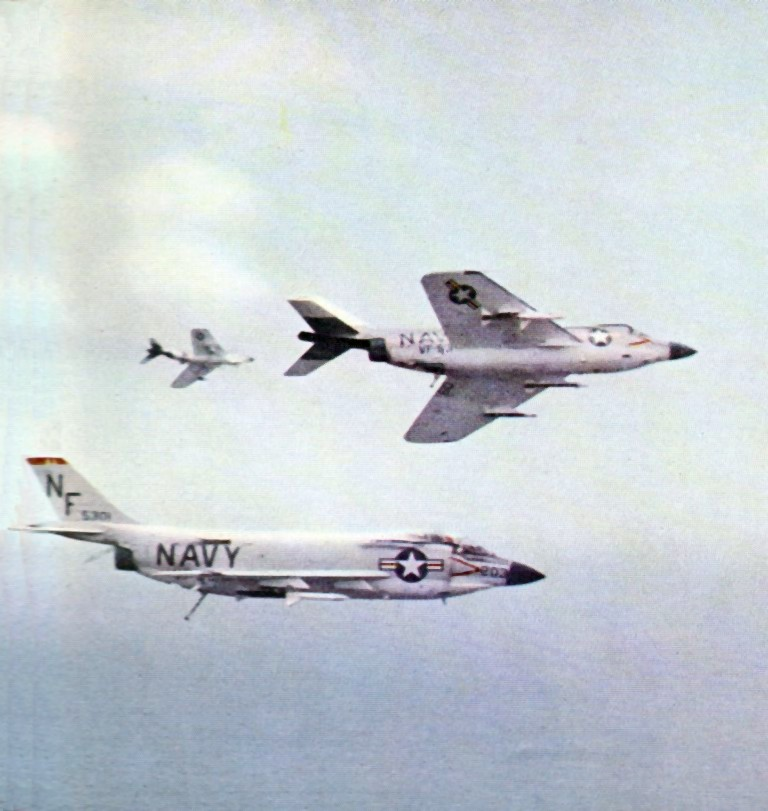
F3H-2 Demon du VF-53 en 1961

Le 20 juin 1962, l'unité a été renommée VF-143 et a commencé sa transition vers le F-4 Phantom II. 
Le VF-143 s'est déployé sept fois pendant la guerre du Vietnam au sein du Carrier Air Wing Fourteen (CVW-14)  :
- 4 sur l'USS Constellation (CV-64) [4] (1964, 1967 à 1970)
- 1 sur l'USS Ranger (CV-61) (1965-66)
- 2 sur l'USS Enterprise (CVN-65) (1971 à 1973)

En avril 1975, en fin de formation sur le F-14A Tomcat, le VF-143 a déménagé de façon permanente au NAS Oceana, en Virginie. Il a effectué un premier déploiement au sein du Carrier Air Wing Six (CVW-6) à bord de l'USS America (CV-66) en mer méditerranée (avril-octobre 1976) participant à l'Operation Fluid Drive (en) pour l'évacuation des citoyens américains de Beyrouth et un second (septembre 1977-avril 1978)
À l'automne 1978, le VF-143 a rejoint l'USS Dwight D. Eisenhower (CVN-69) au sein du Carrier Air Wing Seven (CVW-7) et a effectué un déploiement en mer Méditerranée (Janvier à juillet 1979).

### Années 1980 et 1990

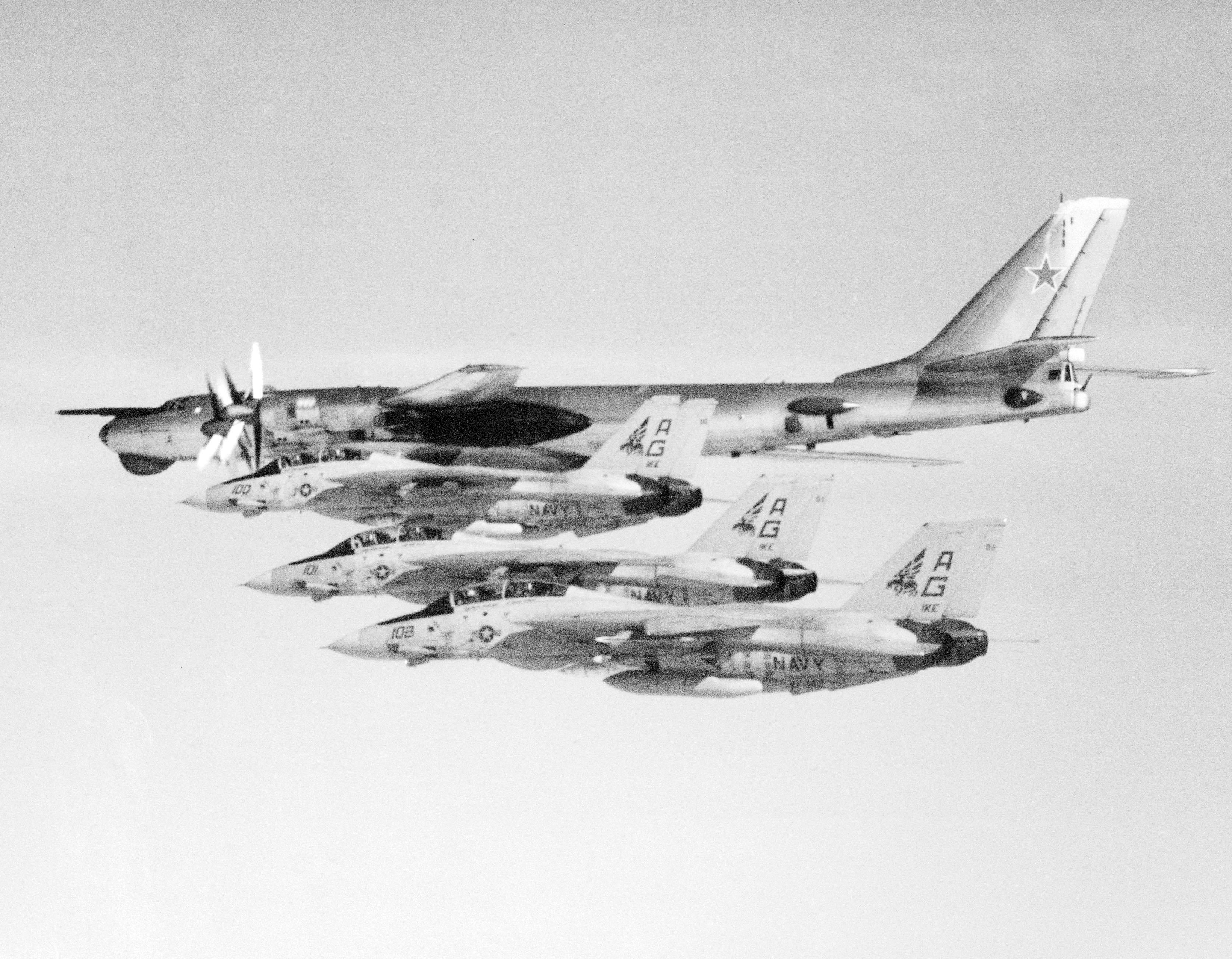
Trois F-14A Tomcat du VF-143 interceptent un Tu-95 en 1982

Lors de ces vingt années, le VFA-143 s'est déployé 17 fois au sein du CVW-7 sur trois porte-avions différents  :
- 14 fois sur l'USS Dwight D. Eisenhower (CVN-69) (1980 à 1992 et 1999)
- 2 fois sur l'USS George Washington (CVN-73) (1992 et 1994)
- 1 fois sur l'USS John C. Stennis (CVN-74) lors de son voyage inaugural en 1998.

Dès 1980, le VF-143 a rapidement acquis la capacité du système de pod de reconnaissance aérienne tactique (TARPS) et a fourni pour la première fois des images du nouveau porte-avions soviétique Novorossiysk et du nouveau croiseur soviétique de classe Slava. Le 5 août 1983, le VF-143 a intercepté cinq MiG-23 de l'armée de l'air libyenne.

### Années 1990

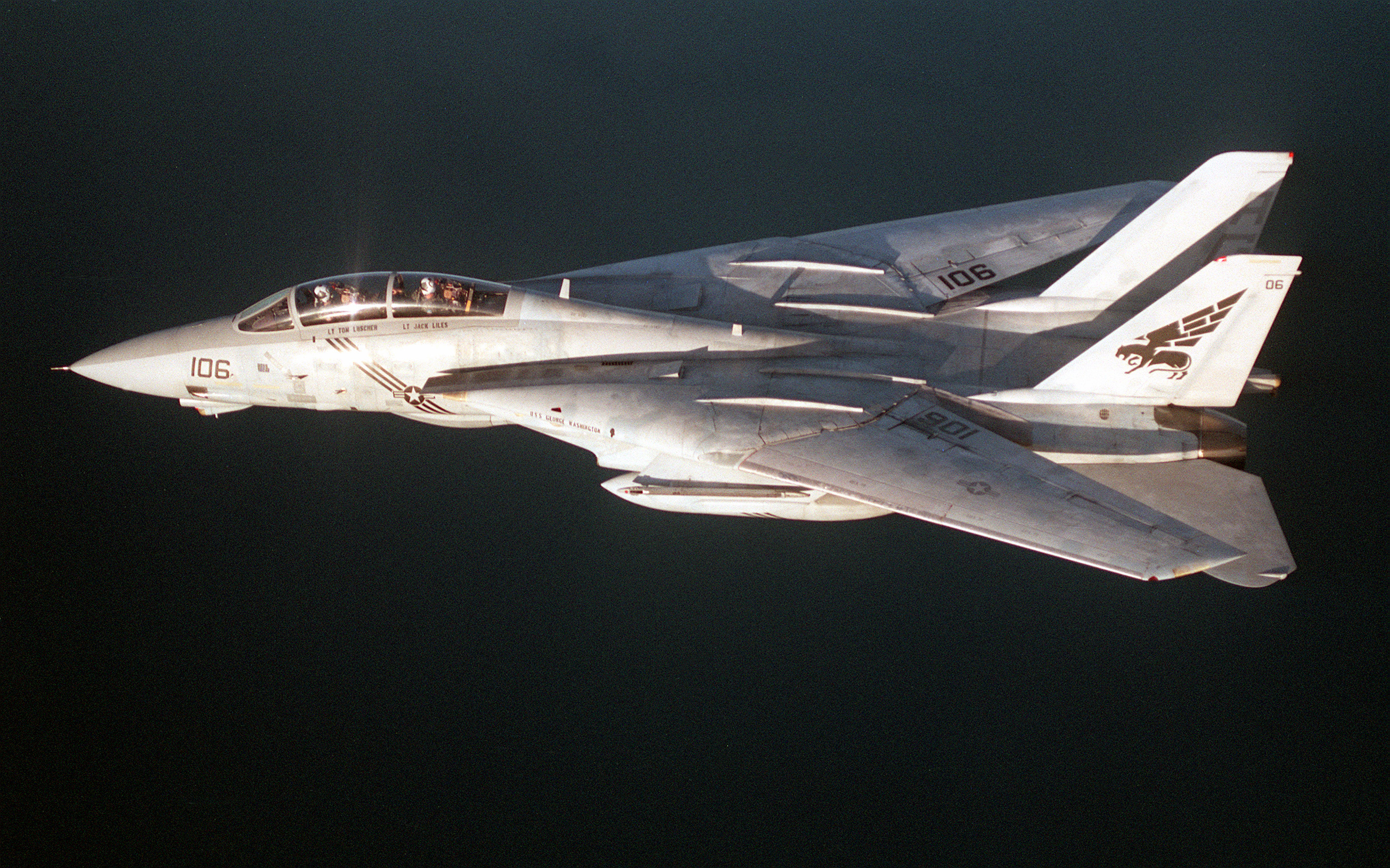
F-14B Tomcat du VF-143 en 1993

Lors de l'invasion du Koweït par l'Irak en août 1990, l'USS Dwight D. Eisenhower et le CVW-7 arrivent vers la mer Rouge pour dissuader les Irakiens de poursuivre leur avancée en Arabie saoudite. Fin août, l'USS Saratoga (CV-60) relève l'USS Dwight D. Eisenhower. En 1992 et 1994, l'escadron et le CVW-7 sont sur le plus récent porte-avions de l'US Navy, l'USS George Washington, en mer Méditerranée, et participe  à l'Opération Deny Flight.
En janvier 1996, le VF-143 opère à l'appui de l'Opération Decisive Endeavour et de l'Opération Southern Watch. Au début de 1997, le VF-143 est passé au plus récent porte-avions de l'US Navy, l'USS John C. Stennis, déployé en 1998 dans le golfe Persique, à l'appui de l'Opération Southern Watch en utilisant le LANTIRN, des lunettes de vision nocturne et des TARPS numériques.

### Années 2000

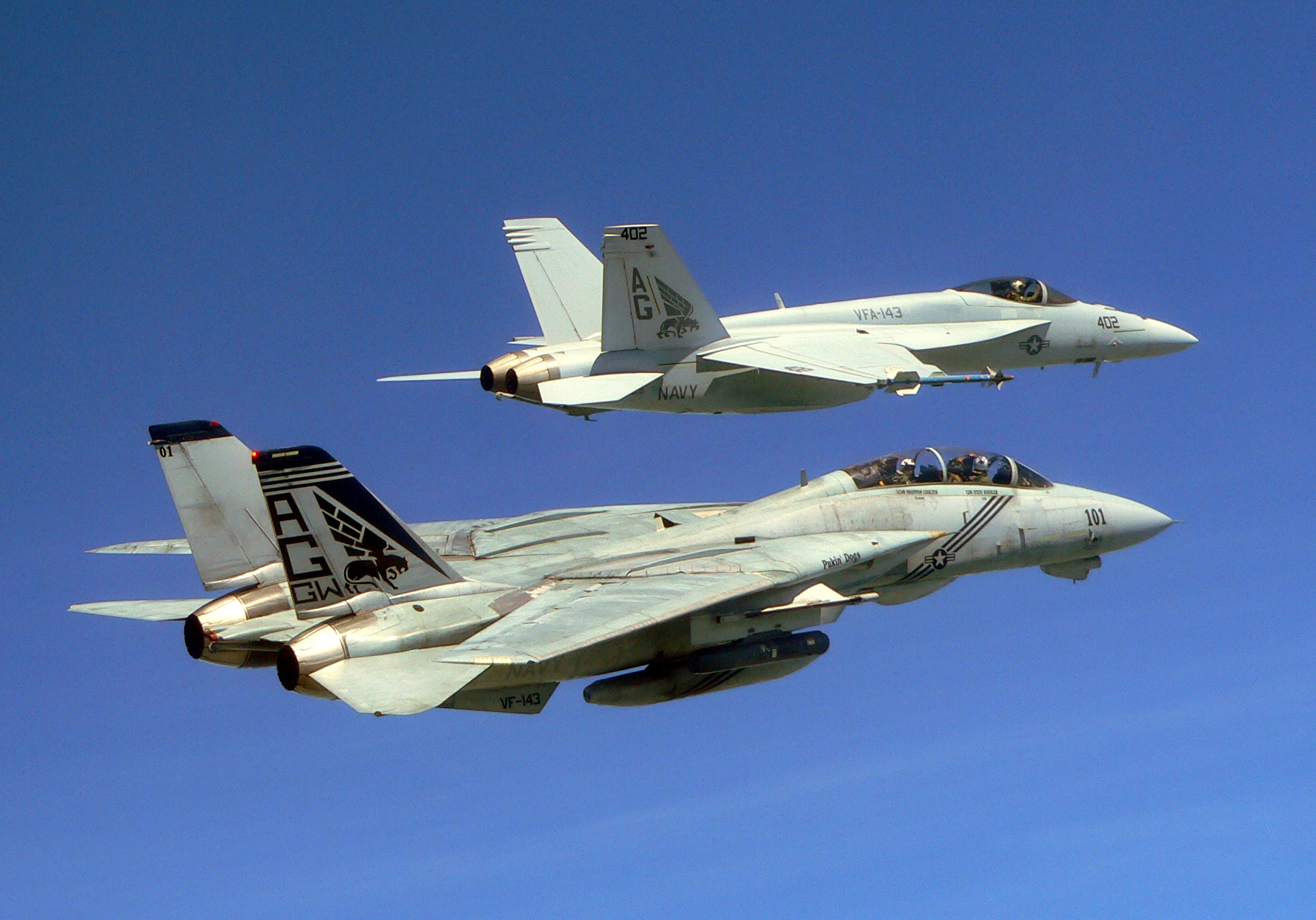
Passage du F-14B au F/A-18E en 2005

Au cours de cette décennie l'escadron réalise 5 déploiements avec le CVW-7 sur trois porte-avions différents :
- 3 sur l'USS Dwight D. Eisenhower en Méditerranée (2000, 2006-07 et 2009)
- 1 sur l'USS John F. Kennedy (CV-67) en Méditerranée et mer d'Arabie (2002)
- 1 sur l'USS George Washington (CVN-73) en Méditerranée et golfe Persique (2004)

De 2000 à 2004, le VF-143' s'est déployé à l'appui de l'Opération Southern Watch, de l'Opération Enduring Freedom et de l'Opération Iraqi Freedom. Les 28 et le 29 avril l'escadron a participé à des frappes au-dessus de Fallujah.
En 2005, le VF-143 est passé au F/A-18E Super Hornet et a été désigné Strike Fighter Squadron 143 (VFA-143).
En 2006-07, le VFA-143 a soutenu l'Opération Iraqi Freedom, l'Opération Enduring Freedom et des opérations au large des côtes somaliennes. En 2009, l'escadron a continué l'opération Enduring Freedom et les opérations de sécurité maritime dans le golfe Persique. Le 30 juillet 2009, l'USS Dwight D. Eisenhower est retourné à la base navale de Norfolk.

### années 2010

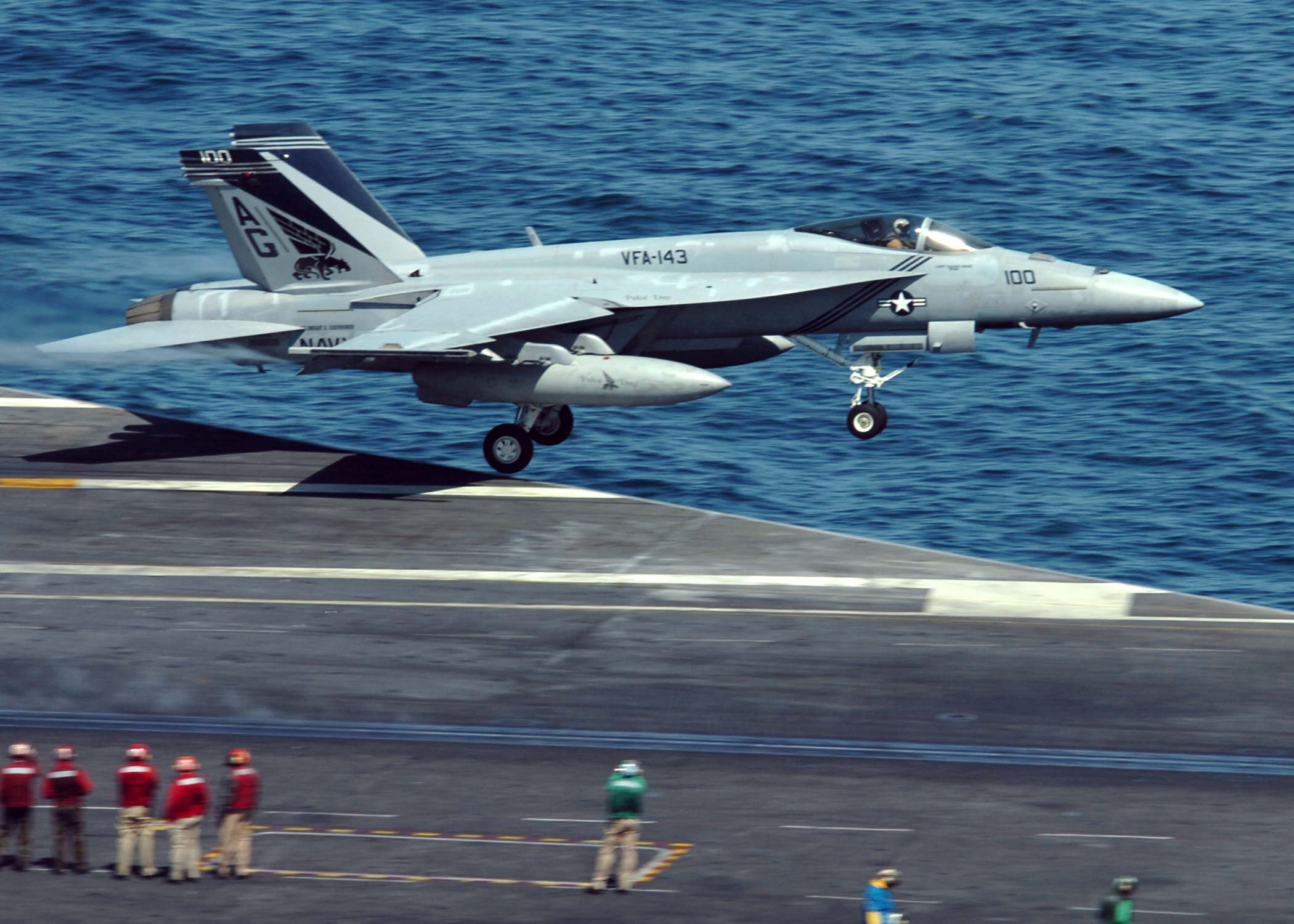
F/A-18E Super Hornet du VFA-143 décolle de l'USS Dwight D. Eisenhower

Au cours de cette décennie, le VFA-143, au sein du CVW-7 effectue cinq déploiements à bord de trois porte-avions :
- 3 sur l'USS Dwight D. Eisenhower  en Méditerranée et merd'Arabie(2010, 2012 et 2013)
- 1 sur l'USS Harry S. Truman (CVN-75) (2015-16)
- 1 sur l'USS Abraham Lincoln (CVN-72) en Méditerranée (2019-20)

En 2010, le VFA-143 a effectué un déploiement  à l'appui des opérations de la 5e et de la 6e flotte et, en 2012 et 2013, à l'appui de l'Opération Enduring Freedom. 
Après une période de maintenance de deux ans, le CVW-7  à embarqué à bord de l'USS Harry S. Truman le 15 novembre 2015 pour un déploiement de sept mois à l'appui de l'Opération Inherent Resolve sur des cibles à proximité de Falloujah, Ramadi et Mossoul en Irak. 
Le VFA-143 est retourné au NAS Oceana  en juillet 2016.En 2019, il a embarqué sur l'USS Abraham Lincoln pour une longue croisière de Norfolk (Virginie) à San Diego (Californie).